# Cyrtosperma gressittiorum
Cyrtosperma gressittiorum är en kallaväxtart som beskrevs av Alistair Hay. Cyrtosperma gressittiorum ingår i släktet Cyrtosperma och familjen kallaväxter. Inga underarter finns listade.